# 3918 Брель
3918 Брель (3918 Brel) — астероїд головного поясу, відкритий 13 серпня 1988 року.
Тіссеранів параметр щодо Юпітера — 3,592.